# Endiandra cuneata
Endiandra cuneata är en lagerväxtart som beskrevs av Friedrich Anton Wilhelm Miquel. Endiandra cuneata ingår i släktet Endiandra och familjen lagerväxter. Inga underarter finns listade i Catalogue of Life.